# Heinrich Mohn (Ingenieur)
Heinrich Mohn (* 10. November 1904 in Mainz als Heinrich-Ernst Mohn; † 3. Februar 2003 in Gelnhausen) war ein deutscher Ingenieur, Erfinder und Philanthrop.

## Leben, Familie
Heinrich Mohn war verheiratet und hatte einen Sohn und eine Tochter. Er war Christ und Mitglied des 1904 gegründeten Deutschen Christlichen Techniker-Bundes.
Er starb im Jahr 2003 in seiner Wahlheimat Gelnhausen. Seine Ehefrau Irene war bereits 1971 gestorben. Beide wurden in Altenstadt-Enzheim im Wetteraukreis, dem Heimatort seiner Frau beigesetzt.

## Berufliche Aktivitäten

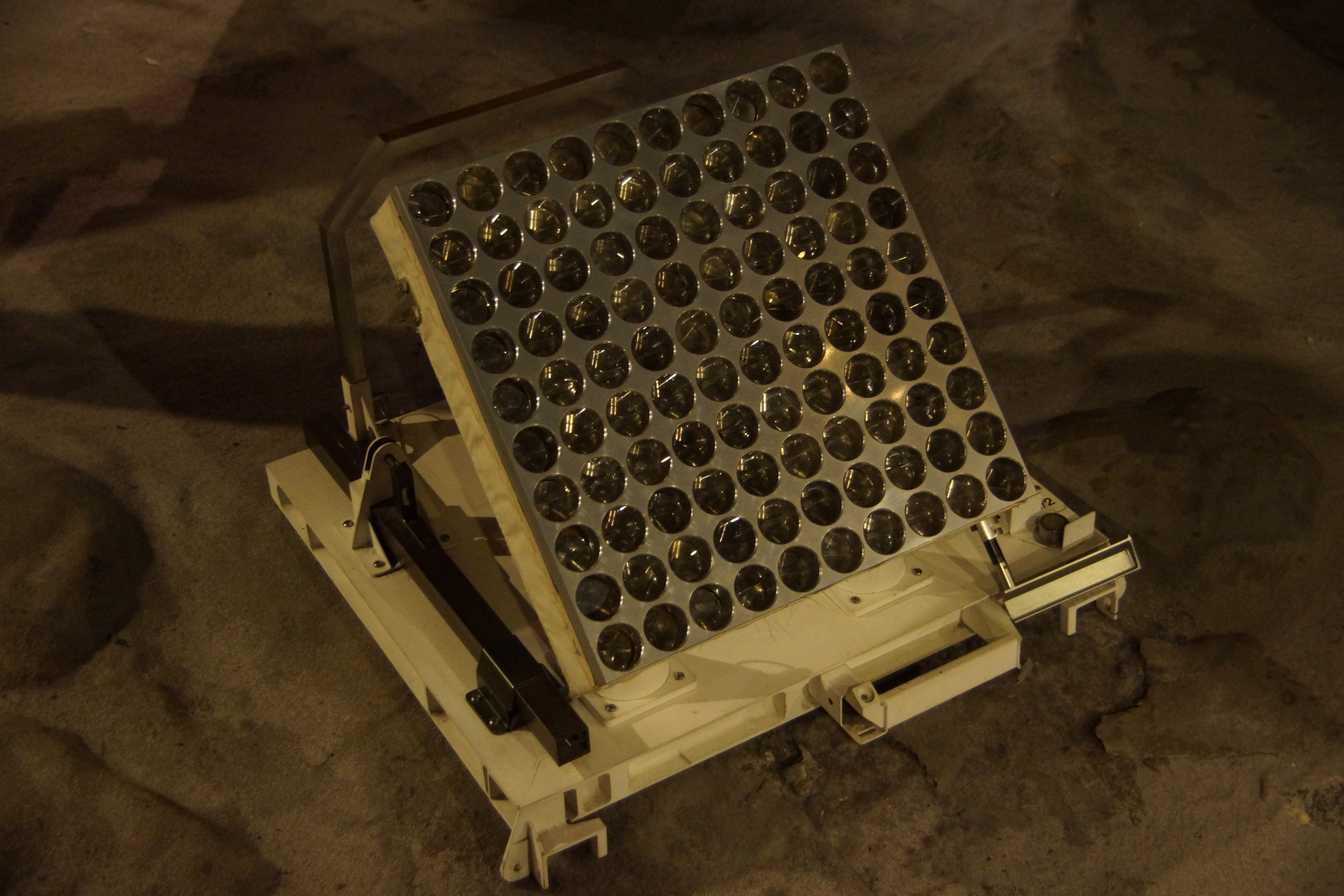
Replik des Reflektors der Apollo-11-Mission im Science Museum in London

Durch die Luftangriffe des Zweiten Weltkrieges im Juli 1944 und am 12. Dezember 1944 wurde in der Stadt Hanau auch die dort angesiedelte Industrie zerstört. Heinrich Mohn war nach dem Krieg als Direktor der Firma Heraeus-Quarzschmelze maßgeblich am Wiederaufbau der Anlagen dieses Unternehmens beteiligt. Mohn war der Inhaber von insgesamt 76 Patenten. Sie betrafen zunächst seine Tätigkeit bei Heraeus. Hier ist etwa die Entwicklung der Original Höhensonne mit seinem Namen verbunden.
Aber auch auf weiteren und unterschiedlichen Fachgebieten hinterließ Mohn Spuren seines Erfindergeistes. Darunter ist z. B. auch ein hochtemperaturfestes Quarzglas mit einem besonders niedrigen Brechungsindex für die Weltraumfahrt. Mit Hilfe äußerst präzise geschliffener Tripelprismen aus diesem Werkstoff werden bis heute mit hoher Genauigkeit große Entfernungen gemessen. So ist damit etwa eine zentimetergenaue Entfernungsmessungen zwischen Kontinenten zur Bestimmung der Kontinentaldrift möglich. Dieses Quarzglas wurde auch für die Herstellung der Lunar Laser Ranging-Reflektoren verwendet, die bei den Apollo-Missionen der NASA Apollo 11 im Mare Tranquillitatis, Apollo 14 nördlich des Kraters Fra Mauro und Apollo 15 an der Hadley-Rille auf dem Mond aufgestellt wurden. Mit diesen kann die aktuelle Entfernung vom Mond zur Erde auf wenige Zentimeter genau gemessen werden.
Auch an der Entwicklung des Glasfaserkabels war Mohn beteiligt. Für seine Erfindungen wurde er mehrfach geehrt. Am 29. Juni 1959 verlieh ihm die Technische Hochschule in Darmstadt auf Vorschlag der Fakultät für Chemie sowie der Fakultät für Mathematik und Physik, für seine Verdienste um die Schaffung hochwertiger Quarzgläser, die Ehrendoktorwürde (Dr. h. c.). Die Laudatio hielt Prof. Ulrich Hofmann, vom Lehrstuhl für Anorganische Chemie der Technischen Hochschule Darmstadt.

## Soziales Engagement
Mohn war ein engagiertes Mitglied des Deutschen Christlichen Techniker-Bundes. Durch seine Erfindungen und Patente war er zu Vermögen gekommen. Diese Mittel und sein Glauben waren der Motor und Antrieb für seine karitativen Engagements. Zeitzeugen bezeichnen ihn als: „...charismatischen Menschen, der sein Geld dafür ausgab, anderen Menschen in Not zu helfen.“ Eindrucksvoll sei insbesondere die Art und Weise gewesen, wie er sich persönlich dabei einbrachte: „Er hat Obdachlose, Drogenabhängige und Kleinkriminelle von der Straße geholt und sie in seinem Haus aufgenommen. Dort hat er ihnen geholfen, wieder in ein geordnetes Leben zurück zu finden, wobei diese Menschen wochenlang, zum Teil sogar monatelang, bei ihm gelebt haben.“ In seinem Haus waren auch regelmäßig in Rahmen von Freizeiten Jugendgruppen etwa von Kirchengemeinden oder vom Evangelischen Jugendwerk zu Gast.

## Nachwirkung
Mit der Benennung einer Straße im Ortsteil Hailer-Meerholz als Dr.-Heinrich-Mohn-Straße, setzte die Stadt Gelnhausen ihrem Wahlbürger ein nachhaltiges Denkmal.